# Mösspåtagning
Il mösspåtagning è una cerimonia accademica caratteristica delle università svedesi, che ricorre in primavera e il cui gesto tradizionale consiste nell'agitare in aria lo studentmössa.

## Tradizioni nelle diverse università

### Università di Uppsala

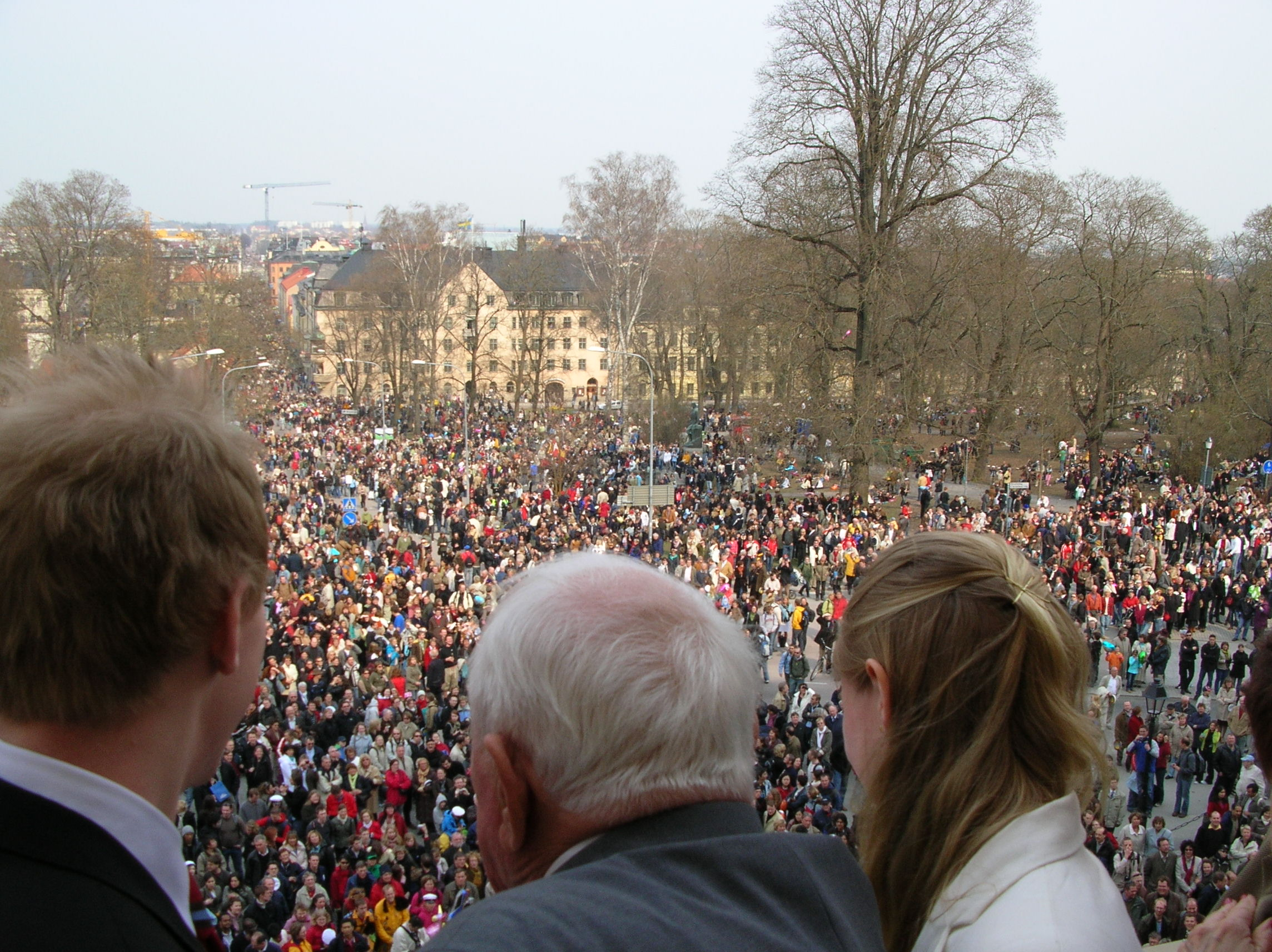
Folla radunata per il mösspåtagning, vista dal balcone del Carolina Rediviva

Il mösspåtagning a Uppsala si tiene annualmente come parte delle celebrazioni di Valborg il 30 aprile. Studenti, professori e alumni dell'università si radunano nella collina del castello di Uppsala e alle ore 15:00 il rettore si affaccia dal balcone del Carolina Rediviva e saluta la folla agitando il berretto. La cerimonia è accompagnata da canzoni tradizionali inneggianti alla primavera, cantate da Orphei Drängar, il coro maschile dell'Università. La tradizione sorse originariamente in maniera spontanea e a partire dal 1955, sotto il rettorato di Torgny T:son Segerstedt, venne formalizzata esattamente alle ore 15:00.

### Università di Lund
Il mösspåtagning presso l'Università di Lund si svolgeva originariamente nella mezzanotte tra Valborg e il 1º maggio nella sala principale di Akademiska Föreningen. Con l'aumentare del numero dei partecipanti, la cerimonia si spostò all'esterno, in Tegnérsplatsen, e a partire dal 1965 si tiene alle 18:00.
Originariamente era responsabilità del presidente di Lunds Studentkår, unione degli studenti dell'Università Lund, di tenere un discorso in occasione della cerimonia. La responsabilità passò in seguito al vice-direttore, a seguito di una presa di posizione di un direttore di posizioni radicali, che rifiutò l'incarico. Dal 1996 Lunds Studentkår venne dissolta e sostituita da Lunds Universitets Studentkårer, il cui vice-presidente tiene da allora il discorso. Vi è una tradizione non scritta di includere nel discorso la frase där ute står majnatten blånande blå ("fuori la notte di maggio si colora di blu"), retaggio di quando l'evento si svolgeva a mezzanotte, che si è conservata nonostante la cerimonia si tenga oggi all'aperto e di giorno.
In passato, quando era usanza vestire lo studentmössa tutto l'anno, Valborg segnava la transizione dal berretto invernale al berretto estivo, mentre la transizione opposta avveniva in ottobre.

### Università di Linköping
Presso l'Università di Linköping il mösspåtagning venne istituito nel 1974 e si tiene alle 15:00 del 30 aprile nel cortile del Castello di Linköping, è accompagnata da canti del coro dell'università e da un discorso tenuto da un rappresentante degli studenti e uno dei docenti.

### Università di Göteborg
Presso l'Università di Göteborg il mösspåtagning è organizzato da Göteborgs Förenade Studentkårer, unione degli studenti, e si tiene in Trädgårdsföreningen al termine delle celebrazioni di Valborg, insieme a un discorso.

### Chalmers tekniska högskola
Presso l'Università di tecnologia Chalmers sono in uso due tipi di berretto, uno nero usato in inverno e uno bianco in estate, e si tengono due diverse cerimonie di mösspåtagning, una in occasione di Valborg presso Cortègen, nella quale si usa il berretto estivo, e una il 1º ottobre nella quale si usa il berretto invernale. Entrambe le cerimonie sono organizzate da Marskalkämbetet, organo di Chalmers studentkår, unione degli studenti del politecnico.

### Università di Stoccolma
Presso l'Università di Stoccolma il mösspåtagning si tiene il 30 aprile alle 15:00 presso Skansen, ed è seguito da canti del coro dell'università.